# 卡尼亚韦拉尔德莱翁
卡尼亚韦拉尔德莱翁，是西班牙安达卢西亚自治区韦尔瓦省的一个市镇。总面积35平方公里，总人口481人（2001年），人口密度14人/平方公里。